# Atletica leggera ai Giochi della XXXII Olimpiade - Decathlon

Video ufficiale della Finale

Ai Giochi della XXXII Olimpiade il decathlon si è svolto dal 4 al 5 agosto 2021 presso lo Stadio nazionale di Tokyo.

## Presenze ed assenze dei campioni in carica
| Competizione         | Atleta         | Prestazione | Tokyo 2020  |
| -------------------- | -------------- | ----------- | ----------- |
| Olimpiadi 2016       | Ashton Eaton   | 8 893 p. =  | Ritir. 2017 |
| Commonwealth 2018    | Lindon Victor  | 8 303 p.    | Presente    |
| Europei 2018         | Arthur Abele   | 8 431 p.    | Ritir. 2020 |
| Panamericani 2019    | Damian Warner  | 8 513 p.    | Presente    |
| Mondiali 2019        | Niklas Kaul    | 8 691 p.    | Presente    |
|                      |                |             |             |
| Mondiali junior 2016 | Ashley Moloney | 8 190 p.    | Presente    |

Graduatoria mondiale
In base alla classifica della Federazione mondiale, i migliori atleti iscritti alla gara erano i seguenti:
| Pos. | Atleta        | Punti | Note |
| ---- | ------------- | ----- | ---- |
| 1    | Damian Warner | 1407  |      |
| 2    | Niklas Kaul   | 1382  |      |
| 3    | Maicel Uibo   | 1358  |      |

## La gara
Damian Warner (Canada) stabilisce la miglior prestazione mondiale di un decatleta nella gara d'apertura, i 100 metri (eguaglia con 10”12 il record che è già suo). Dietro di lui il giovane australiano (classe 2000), Ashley Moloney che ferma i cronometri su 10”34. Rimane indietro il tedesco Niklas Kaul, campione del mondo in carica, con 11”22.

Warner conferma il suo eccezionale stato di forma nel salto in lungo (altro record con 8, 24 m). Il secondo classificato, il connazionale Pierce Lepage, è distante ben 59 cm. Dopo due gare il canadese ha 206 punti sul secondo, Moloney.

Riesce a difendersi nel Peso, mentre perde 84 punti da Moloney e Kaul nel Salto in alto. Quest'ultimo stabilisce il proprio primato personale con 2,11 m. Ma s'infortuna alla caviglia; il dolore gli impedisce di concludere la gara successiva, i 400 metri. Si ritira. Warner conclude il giro di pista con 47”48 mentre Moloney è il migliore con 46”29. Alla fine della prima giornata, Warner guida la classifica con 4.722 punti, seguito da Moloney con 4.641 e dal connazionale Lepage con 4.529. Il primatista mondiale Kevin Mayer è quinto con 4.340 punti.
Warner apre la seconda giornata con la miglior prestazione olimpica di un decatleta: corre i 110 m ostacoli in 13”46. Mayer è secondo in 13”90, Moloney quarto (14”08). Si difende bene anche nel Lancio del disco, dove lancia 4 m in più di Moloney. Mayer sale in quarta posizione, dietro Lepage.

Il Salto con l'asta è vinto dall'estone Maicel Uibo che stabilisce il proprio record personale con 5,50 metri. Warner eguaglia il proprio a 4,90. Moloney e Lepage invece si arrampicano fino a 5,00 m. Kevin Mayer fa ancora meglio con 5,20 e rosicchia 62 punti Pierce Lepage, che deve difendere il bronzo dal francese, ora a soli 46 punti di distanza.
Mayer esegue un'ottima gara di giavellotto, scagliando l'attrezzo a 73,09 m (secondo solo all'estone Tilga, che vince con 73,36 m). Warner lancia a 63,44 m, Moloney e Lepage si fermano a 57 metri. Dopo nove prove Warner è primo con 8.280 punti, Mayer secondo con 8066 e Moloney terzo con 7964; lo statunitense Garret Scantling ha scavalcato Lepage (7.902 punti a 7.871). I 1500 metri non riservano delle sorprese: le prime cinque posizioni rimangono immutate. Warner ferma i cronometri in 4'31”08. I 738 punti accumulati gli permettono di superare quota 9 mila.
L'atleta canadese ha stabilito la miglior prestazione mondiale di un decatleta in due specialità: 100 metri (10”12, record eguagliato) e Salto in lungo (8,24 m). Superando i 9 mila punti complessivi, batte il (suo) record nazionale ed entra in un ristrettissimo club di cui fanno parte solamente altri tre atleti: Roman Sebrle, Ashton Eaton e Kevin Mayer.
Sono state stabilite le migliori prestazioni per gli atleti classificati dal secondo al quinto posto. Ashley Moloney, Bronzo con il record continentale, è il primo atleta australiano a salire sul podio olimpico del decathlon.

## Classifica generale
| Pos.       | Atleta                  | Paese       | Totale | 100 m      | Lungo     | Peso      | Alto     | 400 m     | 110 hs     | Disco     | Asta      | Giavell,  | 1500 m      |
| ---------- | ----------------------- | ----------- | ------ | ---------- | --------- | --------- | -------- | --------- | ---------- | --------- | --------- | --------- | ----------- |
| Oro        | Damian Warner           | Canada      | 9 018  | 1066 10,12 | 1123 8,24 | 777 14,80 | 822 2,02 | 934 47,48 | 1045 13,46 | 843 48,67 | 880 4,90  | 790 63,44 | 738 4'31”08 |
| Argento    | Kevin Mayer             | Francia     | 8 726  | 933 10,68  | 935 7,50  | 794 15,07 | 878 2,08 | 800 50,31 | 987 13,90  | 830 48,08 | 972 5,20  | 937 73,09 | 660 4'43”17 |
| Bronzo     | Ashley Moloney          | Australia   | 8 649  | 1013 10,34 | 970 7,64  | 758 14,49 | 906 2,11 | 994 46,29 | 964 14,08  | 754 44,38 | 910 5,00  | 695 57,12 | 685 4'39”19 |
| 4          | Garrett Scantling       | Stati Uniti | 8 611  | 935 10,67  | 886 7,30  | 826 15,59 | 794 1,99 | 897 48,25 | 971 14,03  | 776 45,46 | 941 5,10  | 876 69,10 | 709 4'35”54 |
| 5          | Pierce Lepage           | Canada      | 8 604  | 992 10,43  | 972 7,65  | 809 15,31 | 794 1,99 | 962 46,92 | 925 14,39  | 811 47,14 | 910 5,00  | 696 57,24 | 733 4'31”85 |
| 6          | Zachery Ziemek          | Stati Uniti | 8 435  | 963 10,55  | 862 7,20  | 789 14,99 | 850 2,05 | 858 49,06 | 910 14,51  | 764 44,87 | 1004 5,30 | 744 60,44 | 691 4'38”38 |
| 7          | Lindon Victor           | Grenada     | 8 414  | 935 10,67  | 871 7,24  | 814 15,39 | 822 2,02 | 851 49,21 | 870 14,83  | 865 49,75 | 880 4,90  | 913 71,56 | 593 4'54”32 |
| 8          | Ilya Shkurenyov         | ROC         | 8 413  | 876 10,93  | 957 7,59  | 787 14,95 | 794 1,99 | 862 48,98 | 920 14,43  | 809 47,02 | 941 5,10  | 752 60,95 | 715 4'34”62 |
| 9          | Jorge Ureña             | Spagna      | 8 322  | 938 10,66  | 886 7,30  | 727 13,97 | 850 2,05 | 909 48,00 | 958 14,13  | 740 43,70 | 880 4,90  | 675 55,82 | 759 4'27”82 |
| 10         | Steve Bastien           | Stati Uniti | 8 236  | 931 10,69  | 908 7,39  | 753 14,40 | 850 2,05 | 927 47,64 | 921 14,42  | 680 40,77 | 790 4,60  | 711 58,21 | 764 4'26”95 |
| 11         | Johannes Erm            | Estonia     | 8 213  | 852 11,04  | 900 7,36  | 765 14,60 | 794 1,99 | 897 48,25 | 905 14,55  | 782 45,72 | 849 4,80  | 714 58,41 | 755 4'28”42 |
| 12         | Paweł Wiesiołek         | Polonia     | 8 176  | 899 10,83  | 878 7,27  | 784 14,90 | 822 2,02 | 898 48,24 | 856 14,95  | 834 48,27 | 849 4,80  | 612 51,60 | 744 4'30”02 |
| 13         | Vitali Zhuk             | Bielorussia | 8 131  | 852 11,04  | 797 6,93  | 865 16,23 | 767 1,96 | 851 49,22 | 856 14,95  | 808 47,01 | 941 5,10  | 730 59,49 | 664 4'42”57 |
| 14         | Kai Kazmirek            | Germania    | 8 126  | 841 11,09  | 930 7,48  | 757 14,46 | 822 2,02 | 901 48,17 | 882 14,73  | 720 42,70 | 849 4,80  | 795 63,76 | 629 4'48”30 |
| 15         | Maicel Uibo             | Estonia     | 8 037  | 791 11,32  | 903 7,37  | 725 13,95 | 822 2,02 | 777 50,82 | 870 14,83  | 795 46,38 | 1067 5,50 | 598 50,64 | 689 4'38”64 |
| 16         | Adam Helcelet           | Rep. Ceca   | 8 004  | 847 11,06  | 852 7,16  | 789 14,99 | 767 1,96 | 842 49,41 | 930 14,35  | 775 45,40 | 790 4,60  | 761 61,54 | 651 4'44”74 |
| 17         | Jiří Sýkora             | Rep. Ceca   | 7 943  | 821 11,18  | 821 7,03  | 767 14,63 | 714 1,90 | 866 48,89 | 913 14,48  | 868 49,90 | 790 460   | 794 63,73 | 589 4'54”97 |
| 18         | Felipe dos Santos       | Brasile     | 7 880  | 956 10,58  | 905 7,38  | 736 14,13 | 822 2,02 | 847 49,31 | 901 14,58  | 663 39,91 | 790 4,60  | 656 54,56 | 604 4'54”97 |
| 19         | Martin Roe              | Norvegia    | 7 863  | 892 10,86  | 821 7,03  | 727 13,98 | 767 1,96 | 772 50,93 | 794 15,47  | 836 48,37 | 849 4,80  | 772 62,28 | 633 4'47”58 |
| 20         | Karel Tilga             | Estonia     | 7 018  | 793 11,31  | 760 6,77  | 805 15,25 | 822 2,02 | 793 50,48 | 722 16,10  | 691 41,31 | 0 nm      | 941 73,36 | 691 4'38”24 |
| 21         | Cedric Dubler           | Australia   | 7 008  | 885 10,89  | 900 7,36  | 689 13,35 | 850 2,05 | 860 49,02 | 837 15,10  | 732 43,31 | 0 nm      | 716 58,52 | 539 5'03”69 |
| Non class. | Niklas Kaul             | Germania    | Rit.   | 812 11,22  | 900 7,36  | 762 14,55 | 906 2,11 | Rit.      | dnf        | dnf       | dnf       | dnf       | dnf         |
| Non class. | Thomas Van der Plaetsen | Belgio      | Rit.   | 850 11,05  | 0 nm      | dnf       | dnf      | dnf       | dnf        | dnf       | dnf       | dnf       | dnf         |